# Klan Gucci
Klan Gucci (v anglickém originále House of Gucci) je americké životopisné filmové drama režiséra Ridleyho Scotta. Příběh filmu vychází z děje knihy Sary Gay Fordenové The House of Gucci: A Sensational Story of Murder, Madness, Glamour, and Greed. V hlavních rolích se představili Lady Gaga jako Patrizia Reggiani, která byla odsouzena za organizování vraždy svého bývalého manžela a šéfa módního domu Gucci Maurizia Gucciho, kterého ztvárnil Adam Driver. V dalších rolích se objevili Jared Leto, Jeremy Irons, Salma Hayeková a Al Pacino.
Natáčení probíhalo od února do května 2021 na několika lokacích v Itálii, během pandemie covidu-19. Film měl ve Spojených státech premiéru 24. listopadu 2021. V českých kinech měl premiéru o den později, přesněji 25. listopadu 2021.

## Děj
Film se odehrává v roce 1995 a popisuje události a následky vraždy Maurizia Gucciho, italského podnikatele a šéfa módního domu Gucci, za kterou stála jeho bývalá manželka Patrizia Reggiani.

## Obsazení
| Lady Gaga (dabing Týna Průchová)                | Patrizia Reggiani          |
| Adam Driver (dabing Petr Gelnar)                | Maurizio Gucci             |
| Jared Leto (dabing Bohdan Tůma)                 | Paolo Gucci                |
| Jeremy Irons (dabing Vladislav Beneš)           | Rodolfo Gucci              |
| Salma Hayeková (dabing Dana Černá)              | Giuseppina „Pina“ Auriemma |
| Al Pacino (dabing Karel Heřmánek)               | Aldo Gucci                 |
| Jack Huston (dabing Marek Libert)               | Domenico De Sole           |
| Reeve Carney (dabing Petr Neskusil)             | Tom Ford                   |
| Camille Cottin (dabing Jitka Ježková)           | Paola Franchi              |
| Florence Andrews (dabing Terezie Taberyová)     | Jenny Gucci                |
| Alexia Murray (dabing Petra Jindrová Lupínková) | Silvana Reggiani           |
| Vincent Riotta (dabing Zbyšek Horák)            | Fernando Reggiani          |